# Nunó Sanç
Nunó Sanç (ca. 1185 - 1241) fou comte de Cerdanya i Rosselló (1212-1241; en llatí, el 8 de març de 1239: Nunus Sancii, Dei gratia dominus de Rossillionis, Vallis de Asperii, Conflent et Cerritane). A voltes és escrit en català amb les grafies Nunyo Sanç o Nunyo Sans, i en castellà Nuño Sánchez.

## Família
Fill del comte Sanç I de Cerdanya i la seva segona esposa, Sança Núnyez de Lara. Era net per línia paterna del comte de Barcelona i príncep d'Aragó Ramon Berenguer IV i la reina Peronella d'Aragó. Formava part, per tant, de la Casa del Rei d'Aragó i tenia dret a lluir les seues armes.
La idea de continuar les unions dinàstiques occitanes i catalanes promogué al seu pare casar-lo el 1215 amb la comtessa Peronella I de Bigorra, filla de Bernat IV de Bigorra, matrimoni que fou anul·lat pel papa Honori III l'any següent.
Vers el 1220 es casà amb Teresa López, filla de Llop III de Biscaia. D'aquest matrimoni no en nasqué cap hereu, cosa que comportà que els seus dominis s'integressin de nou a la línia principal del Comtat de Barcelona.

## Comtat de Rosselló-Cerdanya

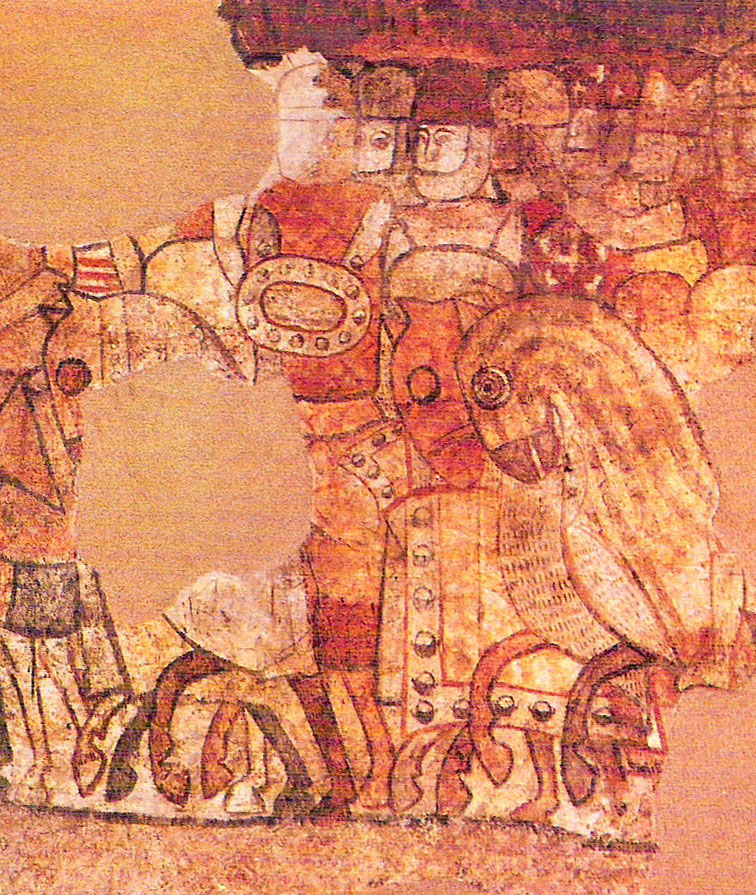
Representació de Nunó Sanç a les pintures murals del Saló del Tinell del Palau Reial Major de Barcelona

El 1212 el seu pare li cedí el comtat de Rosselló-Cerdanya, la unió dels dos comtats independents del Rosselló i de la Cerdanya que s'havia produït sota el regnat del seu pare.
Nunó Sanç va participar en la conquesta de Mallorca al costat de Jaume I i en la conquesta d'Eivissa. La seva host en la campanya mallorquina va ser de cent cavallers. Després va ser propietari durant 10 anys del castell de Santueri A Eivissa va participar en una conquesta conjunta amb Guillem de Montgrí i Pere de Portugal i en conseqüència va rebre el quartó de Portmany a Eivissa i el de Portossalè a Formentera.

## Títols
- A 26 de desembre del 1225: nos Nuno Sancii Dei gratia dominus Rossilionis, Vallis Aspiree, Ceritanie et Confluentis (...) Signum Nunonis Sancii[2]
- A 26 de desembre del 1225: nos Nuno Sancii, Dei gratia dominus Rossilionis, Vallis Asperii, Conluentis et Ceritanie (...) Signum + domini Nunonis Sancii[3]
- A 8 de març del 1239: nos, Nunus Sancii, Dei gratia dominus de Rossillionis, Vallis de Asperii, Conflent et Cerritane (...) Sig+num domini N. Sancii[4]
- A 10 d'octubre del 1239: nos Nuno Santii, Dei gratia dominus Rossilione, Vallam Sperii, Conflenti et Cerritanie, inclinati et deducti precibus omnium populatorum in portione nostra apud Maioricas commorantium (...) Signum + Nunone Sancii[5]